# ビーフステーキ

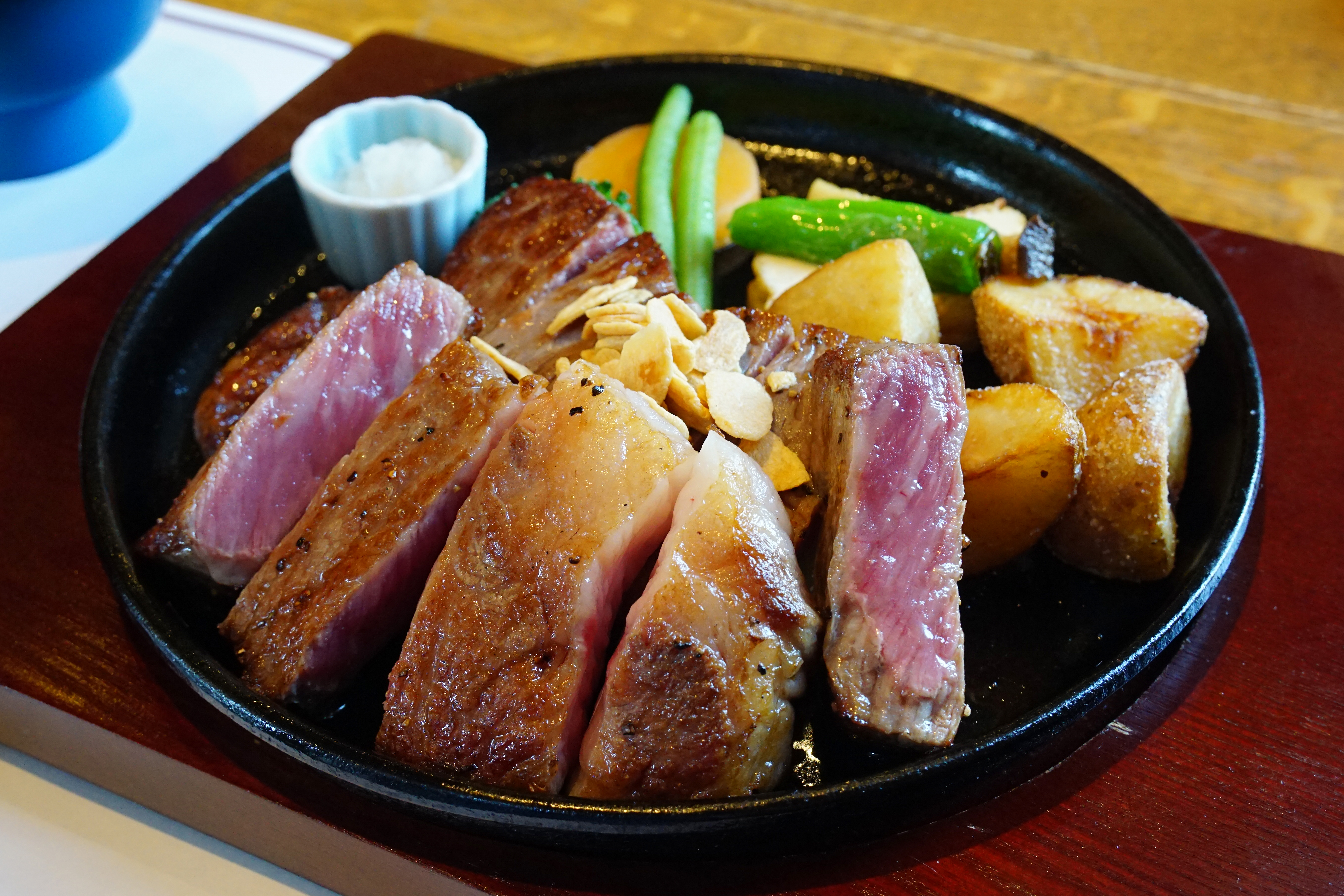
淡路ビーフのテンダーロインステーキ

ビーフステーキ（英語: Beefsteak）とは、牛肉のステーキ料理である。牛肉を厚切りにし、それをフライパンや鉄板、あるいは金網を使用して直火焼きにした牛肉を指す。

## 語源
「steak」の語源は、「串で刺した肉」を意味する古ノルド語「steik」である。「串焼きにする」を意味する「steikja」と、「炙り焼きにした」を意味する「stikna」に関連する。

## 呼称
日本では「ビステキ」と呼ばれていた時期があり、正岡子規、夏目漱石、和辻哲郎、山田風太郎、宮沢賢治らの作品に記されている。フランス語での呼び名「ビフテック」(bifteck)から「ビフテキ」と呼ばれることもある。

## 焼き加減
肉の種類や好みによって、焼き加減が異なる。
基本として生焼きの「レア」、充分に火の通った「ウェルダン」、その中間の「ミディアム」の3つがある。さらに細かく分けると、レアとミディアムの中間の「ミディアム・レア」、ミディアムとウェルダンの中間の「ミディアム・ウェル」がある。
生肉からすっかり火を通し切った状態までの、各段階を細かく網羅的に挙げると以下のとおり。
ロー（raw）
未調理。完全に生の状態。食中毒の危険性が高いため、特殊な場合を除き提供されることはない。
ブルーレア（blue rare）
限りなく生に近く、表面の色が変わる程度に焼いた状態。
レア（rare）、ブル（bleu）
表面のみを焼いた「鰹のタタキ」のような状態。ただし、炙熱後に冷やすタタキの内部が刺身同様の生であるのに対して、レアステーキは余熱などで55 - 60℃程度まで加温されている。
ミディアム・レア（medium rare1）、セニャン（saignant）
レアとミディアムの中間。肉の内部温度を蛋白質の変質が起こる境界の65℃程度まで温める焼き方。表面はしっかりと焼かれる一方、中心部は生に近い状態が損なわれていない。中にまだ赤みが残っており、切ると多少血がにじむくらいの状態。
ミディアム（medium）、ア・ポワン（a point）
肉の中心部の蛋白質が変質しかける程度まで温める焼き方（内部温度65℃以上 - 70℃以下）。切るとほぼ全体に色が変わっているが中心部はうっすらとピンクがかっており、完全に色が変わっていない状態。肉汁はまだ保たれている。
ミディアム・ウェル（medium well）
ミディアムとウェルダンの中間。
ウェルダン（well-done）、ビヤン・キュイ（bien cuit）
よく焼いた状態。肉の中心部まで蛋白質の変性が起こっており、赤味はほとんど残っておらず、ナイフで切っても肉汁はほとんど出ない。食中毒を経験をした人は、用心してウェルダンを選ぶようになる傾向があるといわれる。
ベリー・ウェルダン（very well-done）
完全に中まで焼いた状態で、ナイフで肉を切っても肉汁が出ない。肉の良さを殺しすぎるためあまり推奨されないが、これ以外は口にしないという人も一定数は存在する。
また、非常に高温に熱した鉄板やグリルで短時間で表面を焦がす「ピッツバーグレア（pittsburgh rare）」あるいは「ブラック・アンド・ブルー（black and blue）」といった焼き方もある。

## 部位

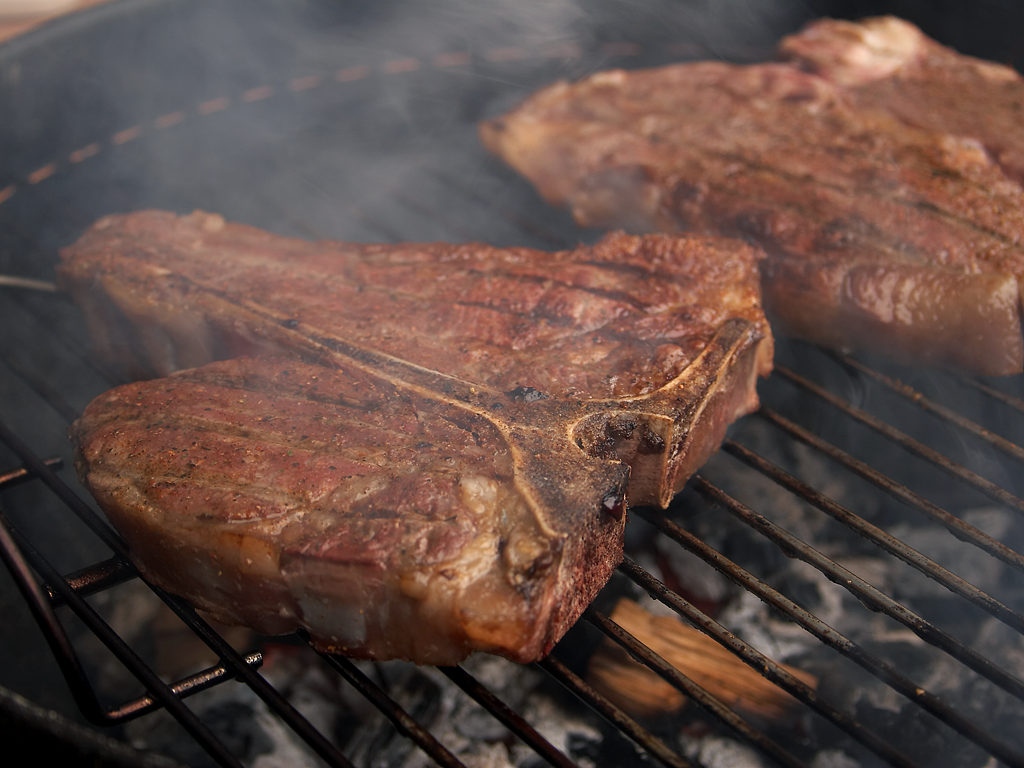
Tボーン・ステーキ

牛肉の部位名称（アメリカ式）

牛肉の部位名称（イギリス式）

使用する肉の部位によって区別される。牛の解体方法や枝肉の切り分け方は国によって異なり、同じ名称であっても指す部位が異なる場合がある。
- サーロイン
  - イギリスにおいて「ヘンリー8世の食事にロイン（腰の部分）を出したところ、それを食べたヘンリー8世があまりのうまさに「Sir」の称号を与えて、サーロインと呼ばれるようになった」という伝説があるが、これは民間語源説であり、「sir」は「sur」、つまり「上」の意味で腰の上部の肉という意味から来ているという[5]。
- トップ・サーロイン
  - アメリカ合衆国での名称であり、日本ではもも肉やランプ肉に相当する。
- テンダーロイン（「フィレ」・「ヒレ」）
  - 脂肪が少なく、牛肉の部位の中では最も柔らかい。
  - シャトーブリアン
    - フィレの中央部

  - フィレ・ミニョン
- ストリップロイン
  - ショートロイン部の肉
  - ティーボーン
    - ストリップロインとテンダーロインにT型の骨が付いたもの
- リブ
  - あばら肉
  - プライム・リブ（スタンディング・リヴ・ロースト）
  - リヴ・アイ：リブ（あばら）の中心部
- ランプ/ラウンド
  - 下腰部の肉。イギリスやオーストラリア、および日本では「ランプ」と呼び、アメリカでは「ラウンド」と呼ぶ。脂肪が少なく、柔らかい。

上記の部位名称とは異なる呼び方として、日本では下記の呼称も使用される。
- ロース
  - 牛肩ロース
  - リブロース